# اوویلانا
اوویلانا (به لاتین: Owilana) یک منطقهٔ مسکونی در سری‌لانکا است که در استان جنوبی (سری‌لانکا) واقع شده‌است.